# 克里斯蒂懸掛

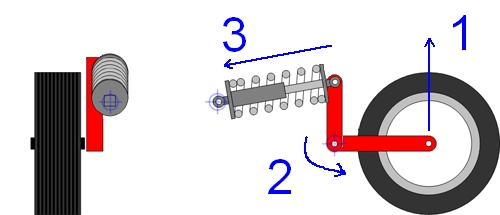
克里斯蒂懸掛示意圖

克里斯蒂懸掛是一種擁有大直徑負重輪，使用螺旋彈簧的獨立式懸掛裝置。發明人是美國工程師智威·克里斯蒂。這種懸掛均是由前后兩個互相連接的圓柱形螺旋彈簧構成。位于前方的為可調式水平螺旋彈簧，后方的則是垂直螺旋彈簧，這種設計有更長的避震行程，可強化越野性能。英軍在使用克里斯蒂懸掛時為了使得行駛更加平穩，安裝了筒式液壓減震器。
T-34，BT坦克，Mk.III巡航坦克等坦克均安裝了該種懸掛。

## 腳注/來源
1. ↑  .   [2014年1月5日]. （原始内容存档于2014年1月6日）.
2. 1 2  .[永久]